# Producte interior brut

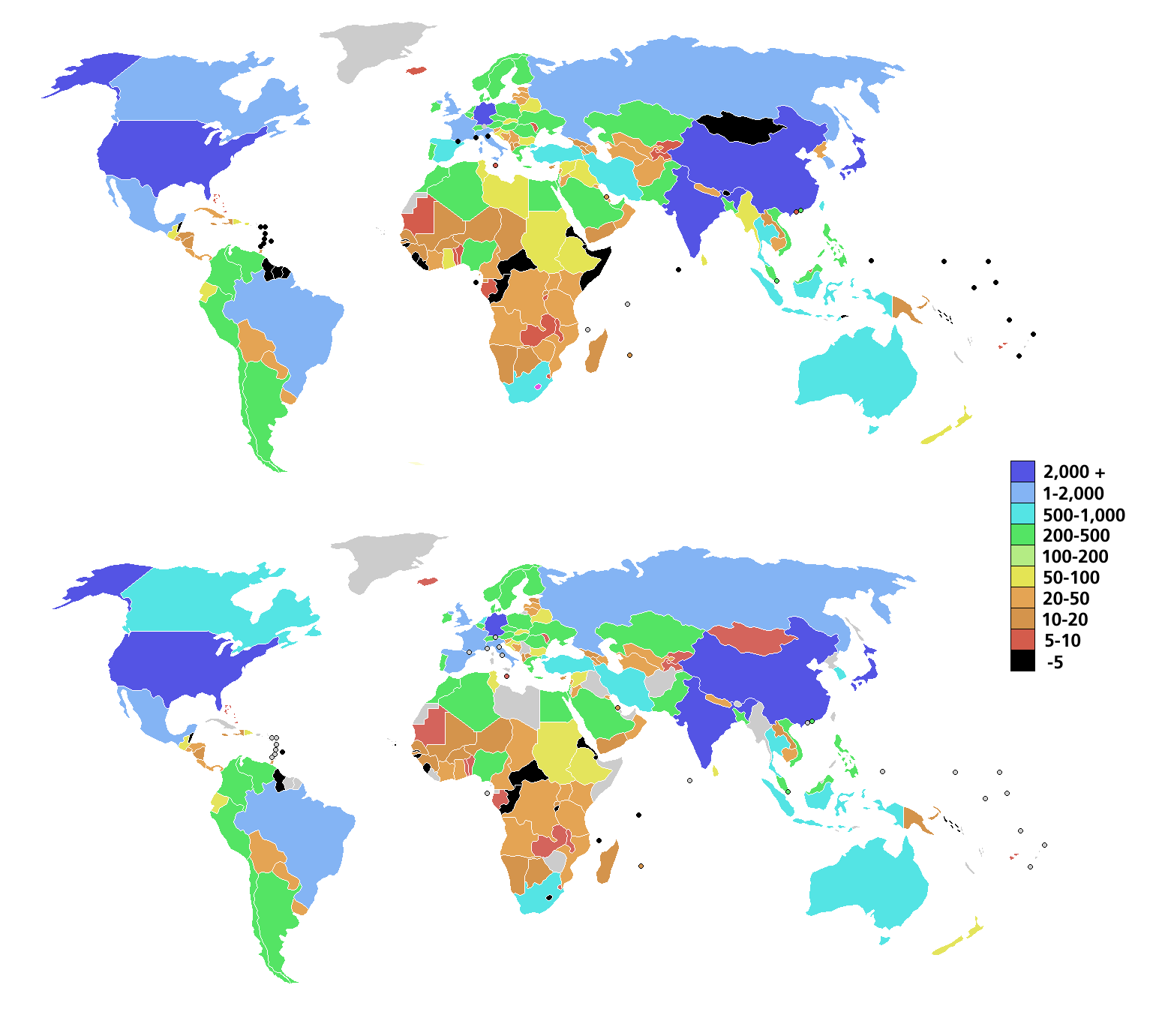
Mapa del PIB PPP del 2004. El mapa superior està basat en les dades del Banc Mundial, el mapa inferior està basat en les dades de l'FMI

El producte interior brut o producte intern brut (PIB) és la suma de tots els béns i serveis finals produïts en un espai econòmic durant un període determinat, normalment un any, excloent el consum intermedi utilitzat en la producció. Fins a la dècada de 1980 es preferia l'ús del Producte Nacional Brut (PNB), un altre mesurament gairebé idèntic al PIB però que incorpora els béns i serveis produïts per factors propis a l'exterior. La variació d'aquesta magnitud macroeconòmica sol utilitzar-se per mesurar el creixement econòmic.
El PIB per capita és el PIB dividit per la població de l'espai econòmic. Sovint s'utilitza per comparar el grau de desenvolupament entre països, encara que, més aviat, és una simple comparació de la capacitat productiva per individu. Tanmateix, com a mitjana aritmètica, no és un mesurament adequat del benestar, de la distribució de la riquesa, ni de l'accés a aquesta o al capital perquè no mostra la realitat.
L'Organització de Cooperació i Desenvolupament Econòmic (OCDE) defineix el PIB com:
| «      | Una mesura agregada de producció igual a la suma dels valors bruts agregats de totes les unitats residents i institucionals dedicades a la producció i els serveis (més impostos i menys subsidis, sobre productes no inclosos en el valor dels seus productes). | » |
| — OCDE | |   |

Per altra banda, el Fons Monetari Internacional (FMI) estableix que:
| «     | El PIB mesura el valor monetari dels béns i els serveis finals, que són comprats per l'usuari final, produïts en un país en un període determinat (per exemple, un trimestre o un any) | » |
| — FMI | |   |

## Història
William Petty va idear un concepte bàsic de PIB per atacar els terratinents contra els impostos injustos durant la guerra entre holandesos i anglesos entre 1654 i 1676. Charles Davenant va desenvolupar el mètode encara més el 1695. El concepte modern de PIB va ser desenvolupat per primera vegada per Simon Kuznets per a un informe del Congrés dels EUA de 1934, en què advertia del seu ús com a mesura de benestar. Després de la conferència de Bretton Woods del 1944, el PIB es va convertir en la principal eina per mesurar l'economia d'un país. En aquella època, el producte nacional brut (PNB) era l'estimació preferida, que es diferenciava del PIB en què mesurava la producció dels ciutadans d'un país a l'interior i a l'estranger, en comptes de les "unitats institucionals residents". El canvi del PNB al PIB als EUA es va produir el 1991, amb retard respecte a la majoria de les altres nacions. El paper que van exercir les xifres del PIB en la Segona Guerra Mundial va ser crucial per a la posterior acceptació política dels valors del PIB com a indicadors del desenvolupament i el progrés nacional.
La història del concepte de PIB ha de distingir-se de la història dels canvis en moltes maneres d'estimar-ho. El valor afegit per les empreses és relativament fàcil de calcular a partir dels comptes, però el valor afegit pel sector públic, les indústries financeres i la creació d'actius intangibles és més complex. Aquestes activitats són cada cop més importants en les economies desenvolupades, i les convencions internacionals que regeixen la seva estimació i la seva inclusió o exclusió al PIB canvien regularment en un intent de mantenir-se al dia amb els avenços industrials. En paraules d'un economista acadèmic, "la xifra real del PIB és, doncs, el producte d'un vast mosaic d'estadístiques i d'un conjunt complicat de processos duts a terme sobre les dades brutes per ajustar-les al marc conceptual".
El PIB va passar a ser veritablement mundial el 1993, quan la Xina va adoptar-ho oficialment com a indicador dels resultats econòmics. Anteriorment, la Xina es basava en un sistema de comptabilitat nacional d'inspiració marxista.

## Mètode de càlcul segons la despesa
Per mesurar i entendre el concepte del PIB s'utilitza el mètode de les despeses:
PIB = C + I + (X - M)
PIB = consum + inversió + (exportacions − importacions)
El consum i la inversió en l'equació són les despeses en béns i serveis finals. La diferència entre les exportacions i les importacions ajusten el mesurament restant les despeses en productes i serveis proveïts per països estrangers i afegint la producció nacional, encara que sigui consumida a l'estranger.
Els economistes (des de Keynes) prefereixen dividir el consum en dues parts: consum privat i les despeses públiques atès que:
- el consum privat és una preocupació central de l'economia del benestar. La inversió privada i el comerç (en alguns models macroeconòmics) es tradueixen en un increment en el consum privat a llarg termini;
- el consum públic (del govern) pot ser estudiat com a variable exògena; així es poden modelar diverses opcions de despeses governamentals en els models econòmics.

Per tant, el PIB també és sovint expressat com:
PIB = C + D + I + X − M
PIB = consum privat + despesa pública + inversió + (exportacions − importacions)

## Components del PIB
- C és el consum privat (o les despeses del consumidor) en l'economia. Inclouen totes les despeses acumulades de les llars.
- I són les inversions empresarials en capital; per exemple la construcció d'una mina o la compra d'ordinadors i maquinària. La inversió, per al PIB, es refereix específicament a la compra de productes no financers. La compra de productes financers es considera estalvis en la macroeconomia.
- D és la suma de les despeses públiques en béns i serveis finals. Inclou els salaris dels funcionaris públics, la compra d'armament per a l'exèrcit i qualsevol altra despesa governamental. No inclou, però, cap transferència de pagaments (i.e. seguretat social, suport als desocupats, etc.).
- NX són les exportacions netes (X − M) de l'economia. El PIB mesura la producció d'un país i, per tant, inclou els béns i els serveis que consumeixen els estrangers i que són produïts nacionalment. Les importacions s'han de restar, atès que s'inclouen com a despeses o inversions i no pas com a producció nacional.

## Altres mètodes de càlcul del PIB
Atesa l'equivalència teòrica entre despesa, producció, i renda, hi ha dos mètodes més equivalents per a calcular el PIB:
- Mitjançant el valor afegit: És la suma de valors afegits en les diferents etapes de producció d'un bé o servei en tots els sectors de l'economia.
- Mitjançant l'ingrés o la renda: És la suma dels salaris (rendes del treball), els beneficis empresarials (rendes del capital) i els impostos menys les subvencions d'una economia.

Sota la premissa que el que produeix un país és el que ven, i per tant, la renda que rep, el PIB és considerat alhora un mesurament de la renda total d'un país. Aquesta equivalència, però, no és exacta, atès que s'han de considerar els estalvis i altres components de la inversió financera dels individus que no es tradueixen immediatament en producció.

## Tipus de presentació

PIB PPP per capita del 2014

El valor total del PIB en moneda local, pot ser presentat de la següent manera:
- PIB nominal es refereix al valor total del diners gastats en el PIB a preus corrents (el valor de venda dels béns i serveis)
- PIB real fa un ajustament del valor del PIB nominal per descomptar els efectes de la inflació, i així estimar la quantitat real de béns i serveis que el conformen. Per tal de fer comparacions temporals, s'utilitza un any de referència o any base.

En la comparació del PIB de dos o més estats, s'utilitza una moneda base, sovint el dòlar nord-americà. Per tal de convertir el valor del PIB de la moneda local a la moneda base s'utilitzen els següents mètodes: 
- taxa de canvi: Aquest mètode converteix el valor dels béns i serveis utilitzant les taxes de canvi del mercat globals actuals.
- mètode d'Atlas: Aquest mètode utilitza el valor mitjà de la taxa de canvi del mercat dels últims tres anys, per tal de suavitzar les fluctuacions temporals del valor de la moneda
- paritat de poder adquisitiu (PPP, per les seves sigles en anglès): Aquest mètode fa un mesurament del poder intern efectiu i relatiu d'un productor o consumidor mitjà. El PPP estableix una taxa de conversió basat en la diferència de preus entre dos estats que s'utilitza en comptes de la taxa de canvi del mercat.

Usualment, els països amb un PIB elevat mostren poca varietat en el mesurament del PIB basant-se en taxes de canvi i el PIB PPP. Per contra, els països amb un PIB baix poden tenir un PIB PPP molt més elevat. Aquest efecte és conegut com a Efecte Penn. El Banc Mundial prefereix l'ús del PIB amb el Mètode d'Atlas per fer comparacions de la fortalesa de les economies, mentre que altres institucions prefereixen l'ús del PIB PPP per comparar la capacitat de compra. Ambdós mesuraments són importants.

## Observacions sobre la interpretació dels diversos càlculs del PIB com a mesurament del benestar

### Problemes del PIB com a mesurament de benestar social
El PIB, d'acord amb els economistes, no és un mesurament del benestar totalment fiable per les següents raons:
- No pren a compte la depreciació del capital.

Si una economia no realitzés la inversió necessària per substituir el capital productiu, el creixement actual del PIB seria a costa d'un menor creixement (o decreixement) del PIB futur.
- No té en compte les externalitats negatives.

El PIB pren a compte el creixement econòmic, però d'altra banda no pren a compte els efectes negatius que comporta (i.e. contaminació ambiental). Els costos ecològics no es comptabilitzen en el càlcul del PIB. El creixement industrial sovint és acompanyat de greus danys al medi ambient, sobretot als països en vies de desenvolupament, i fins i tot als països desenvolupats, les lleis ambientals dels quals són molt limitades. La qualitat del medi ambient és part del benestar d'una nació.
- No pren a compte la distribució de la renda dins del país.

El PIB serveix per comparar la grandària de dues o més economies, però no diu res sobre com hi està distribuïda aquesta riquesa.
- El PIB només comptabilitza les transaccions monetàries, és a dir les activitats del mercat organitzat.

Les activitats productives de caràcter voluntari o el treball domèstic augmenten el benestar d'una economia i, no obstant, no es comptabilitzen en el PIB. D'igual manera, l'economia oculta, informal o submergida (no reportada al Ministeri d'Hisenda) o il·legal (com ara el narcotràfic) poden contribuir substancialment a l'economia total del país, especialment als països en vies de desenvolupament.
- El PIB no dona cap valor a l'oci.

Quan una nació és més rica, els ciutadans tenen més temps lliure o temps d'oci, la qual cosa és un indicador de benestar social.
- Inclusió i falsa valoració dels "mals" i els "béns" dins del PIB.

Hi ha activitats que disminueixen el benestar i no obstant augmenten el PIB. Per exemple, en una economia amb un alt índex de criminalitat, les despeses policial i de seguretat es comptabilitzen dins del PIB però no pas un nivell baix de criminalitat. Després d'una catàstrofe natural, el PIB d'un país creix a causa de les despeses dedicades a la reconstrucció de les zones afectades, pel govern i per la iniciativa privada, però el benestar social no serà millor que abans de la catàstrofe. De manera similar, les activitats industrials relacionades amb les guerres fan créixer el PIB ràpidament. Cap d'aquests dos factors (catàstrofes i guerres) impliquen que una nació hagi millorat el seu benestar, encara que el PIB s'hagi incrementat.
- El PIB no mesura el creixement sostenible. Un estat pot aconseguir un elevat PIB temporal per mitjà de la sobreexplotació dels seus recursos naturals o una assignació d'inversions inadequada.
- Si una nació decideix estalviar (com ho ha fet el Japó) el creixement del PIB disminuirà en comparació amb un altre estat que decideixi desprendre (com ho han fet els Estats Units per mitjà del deute extern). Segons els crítics l'estalvi no hauria de traduir-se en una "reducció de benestar".

### Interpretació del PIB per capita com a mesurament del benestar
Els no economistes sovint utilitzen el PIB per capita exclusivament com a mesurament del benestar social d'un estat i per determinar quin estat té el "millor benestar". No obstant cal notar que el PIB per capita és una mitjana aritmètica del valor total d'una economia. Com qualsevol altre terme mitjà, només expressa un valor intermedi que no necessàriament és representatiu de cadascun dels integrants de la regió i no expressa la variabilitat de la renda i el benestar que perceben els ciutadans ni la distribució de la riquesa. Un PIB per capita elevat pot ser representatiu d'una elevada producció industrial en mans de l'elit de la regió, mentre que la qualitat de vida de la majoria de la població és deplorable. A més del PIB s'han d'incloure altres mesuraments per determinar el benestar d'una regió com ara l'Índex de Desenvolupament Humà i la taxa d'ocupació.